# Estadio Merdeka
El Stadium Merdeka o también llamado Estadio de la Independencia, es un estadio ubicado en la ciudad de Kuala Lumpur, capital de Malasia, fue erigido inicialmente para la firma de declaración de Independencia de Malasia el 31 de agosto de 1957.
El recinto fue desde su inauguración en 1957 y hasta 1994 el estadio oficial de la Selección de fútbol de Malasia, año en que fue inaugurado el Estadio Shah Alam y posteriormente el Estadio Nacional Bukit Jalil. El Stadium Merdeka se encuentra muy próximo al Stadium Negara.

## Historia
El Stadium Merdeka fue construido específicamente para la celebración de la declaración de Independencia, esta ceremonia fue encabezada por Tunku Abdul Rahman (príncipe de la nación) y tuvo lugar el 31 de agosto de 1957, ocasión en que el poder del país fue transferido del Imperio Británico al gobierno malayo. Cerca de 50 000 personas se congregaron en el estadio para esta celebración.
Desde aquella fecha el recinto es parte importante en la historia de Malasia, fue un lugar de celebración de muchos eventos deportivos importantes, como los Juegos del Sudeste Asiático 1977 y el Torneo de Fútbol Merdeka (Pesta Bola Merdeka). También fue sede de la pelea de boxeo entre Muhammad Ali y Joe Bugner el 1 de julio de 1975. También fue utilizado como sede de conciertos, ya que fue hasta mediados de los años 1990 el escenario más grande de Malasia para la celebración de conciertos en el país. Destaca entre muchos otros la presentación de Michael Jackson los días 27 y 29 de octubre de 1996.
En 1990 el estadio y sus tierras fueron entregadas a una empresa privada que tenía la intención de desarrollar un complejo de oficinas y entretenimientos. Sin embargo, la empresa no pudo proceder con la reconstrucción debido a protestas públicas y dificultades financieras de la empresa, debido a la crisis económica asiática de 1990. En febrero de 2003, el estadio Merdeka fue nombrado edificio de patrimonio nacional de Malasia.
En 2007, el estadio Merdeka fue restaurado a su estado original de 1957. El estadio con capacidad para 45  000 personas vio reducida está a 20 000, lo que significaba que varios de los bloques de la terraza superior construidos en los últimos años tuvieron que ser demolidos. Las renovaciones 
fueron parte de los planes de la celebración del 50° aniversario de la independencia de Malasia.

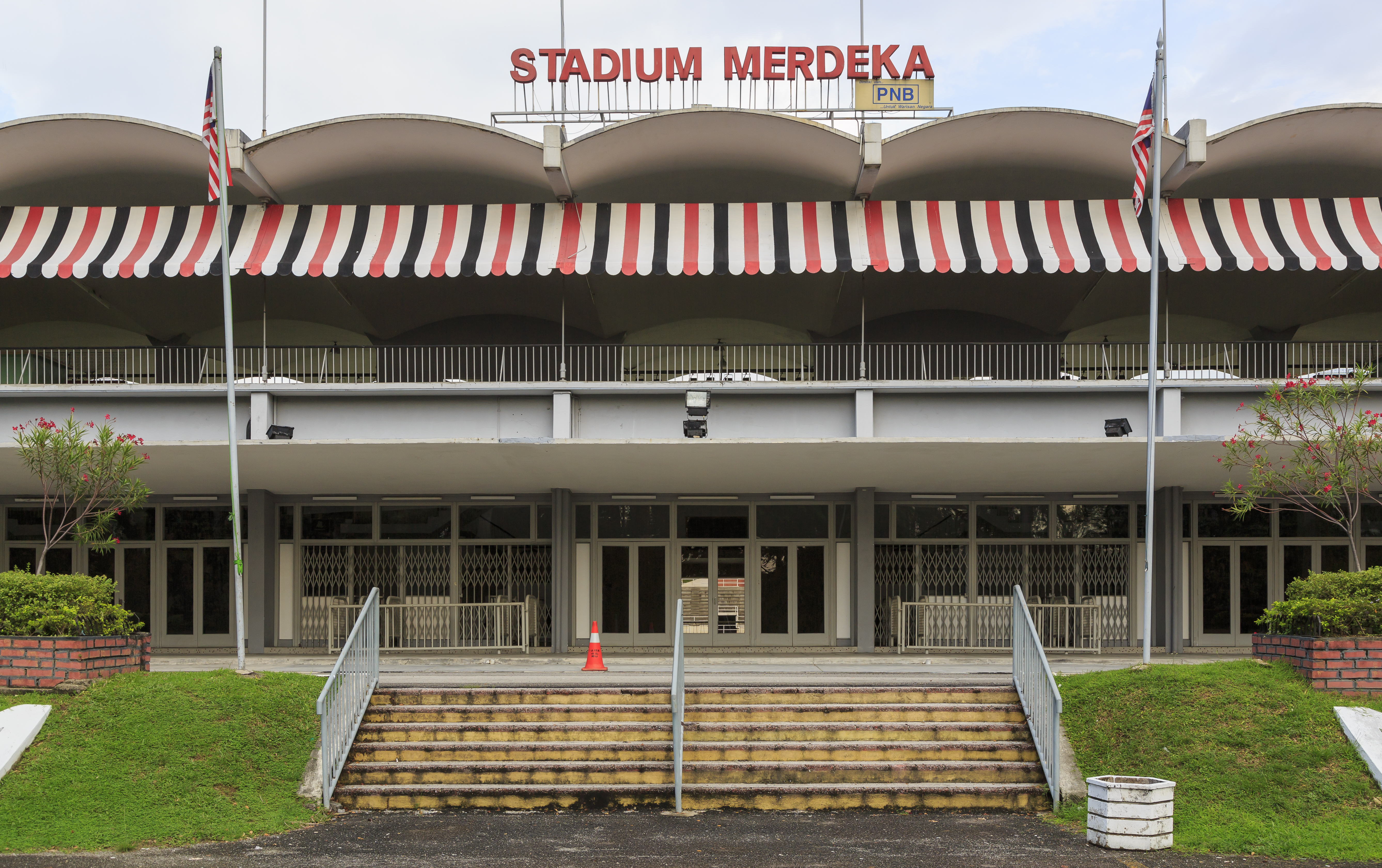
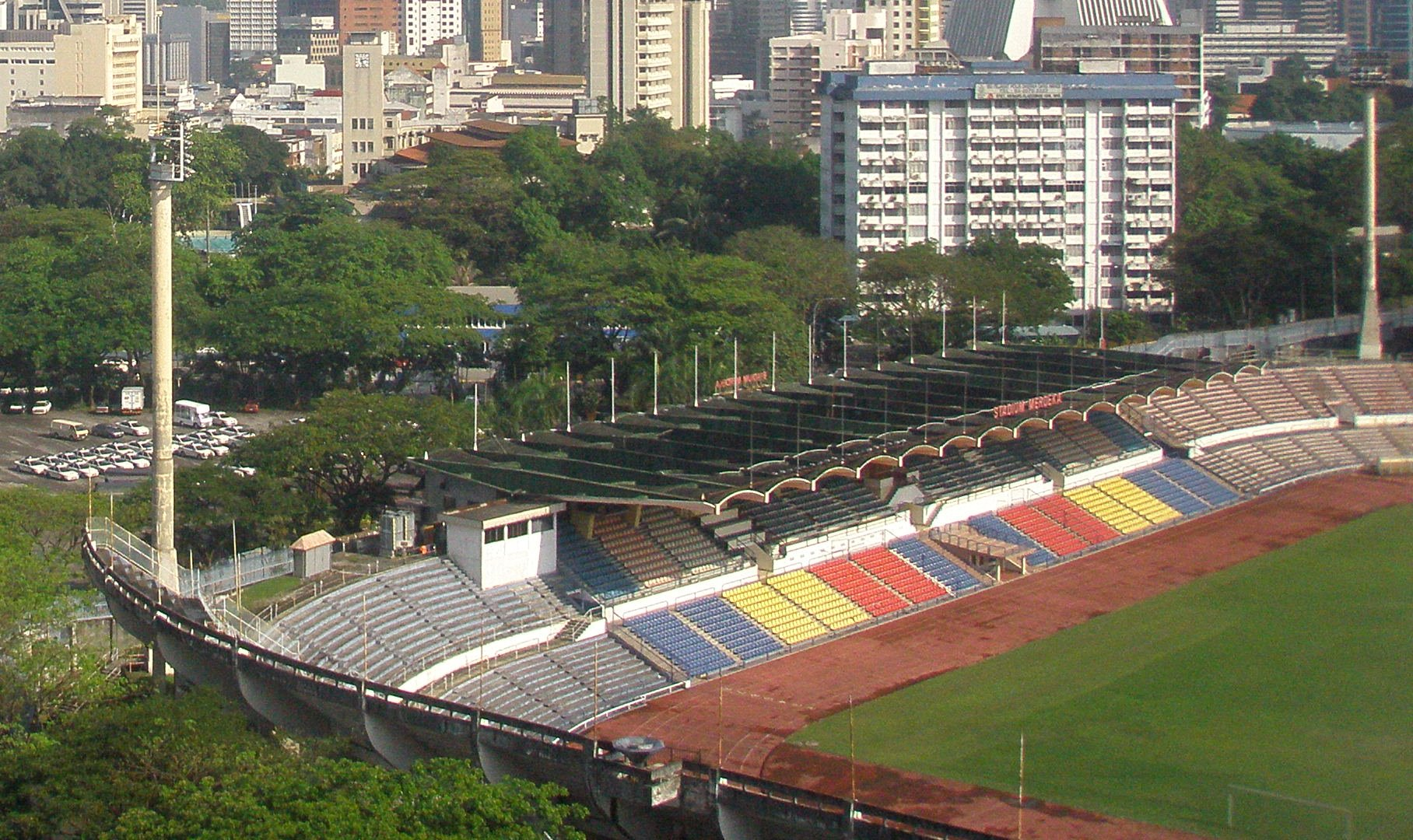
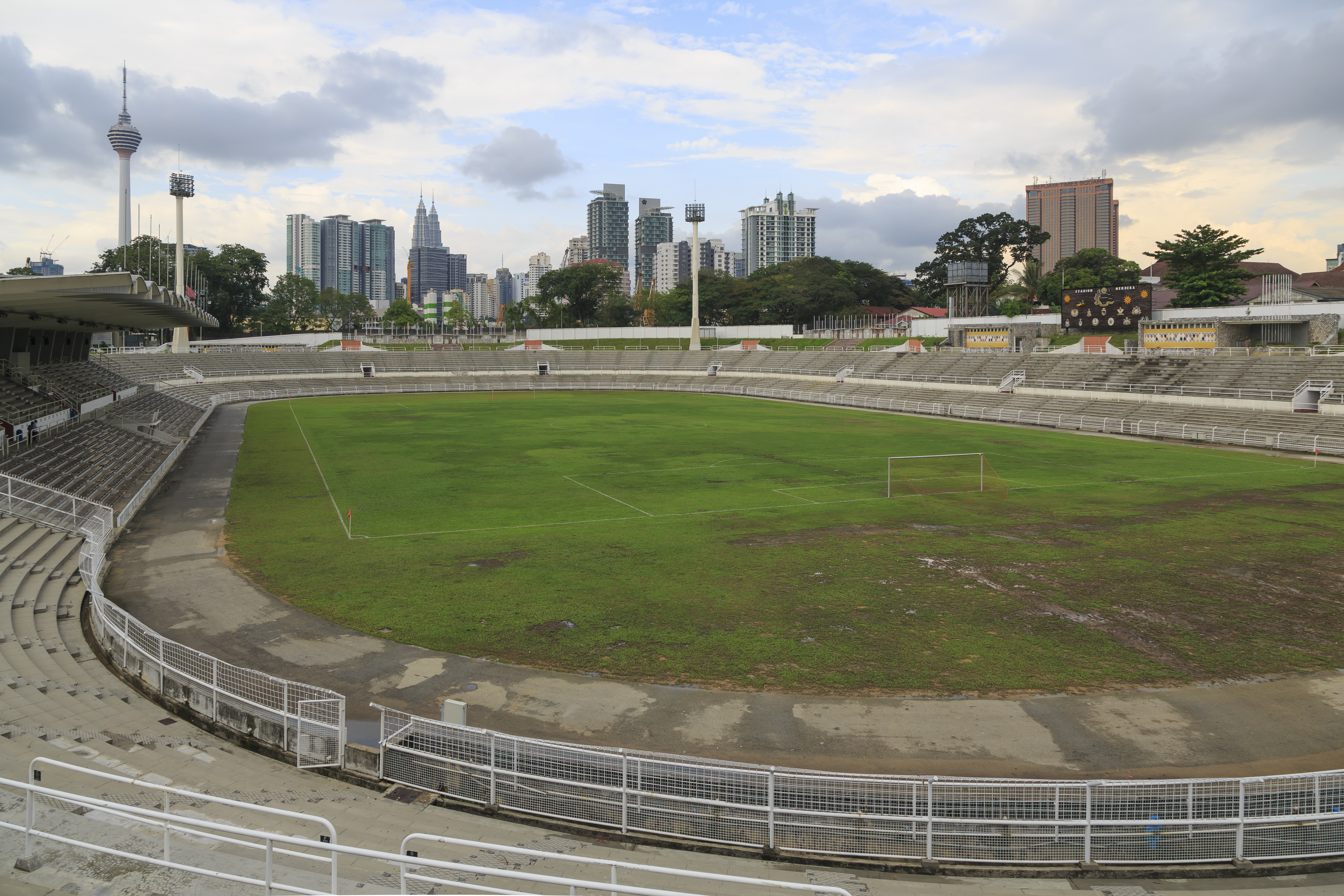

## Principales conciertos
- Michael Jackson - HIStory World Tour, 27 y 29 de octubre de 1996 (110 000 espectadores)
- Linkin Park - Meteora World Tour, 15 de octubre de 2003
- Mariah Carey - Charmbracelet World Tour, 20 de febrero de 2004
- My Chemical Romance - The Black Parade World Tour, 9 de diciembre de 2007
- Backstreet Boys - Unbreakable Tour, 27 de febrero de 2008
- Céline Dion - Taking Chances World Tour, 13 de abril de 2008
- Avril Lavigne - The Best Damn Tour, 29 de agosto de 2008
- Justin Bieber - My World Tour, 21 de abril de 2011
- Jolin Tsai - Myself World Tour, 11 de junio de 2011
- Avril Lavigne - The Black Star Tour, 18 de febrero de 2012
- Leehom Wang - Music-Man Tour, 3 de marzo de 2012
- Jacky Cheung - Jacky Cheung 1/2 Century World Tour, 12 de mayo de 2012
- Jonas Brothers - Jonas Brothers World Tour 2012-2013, 24 de octubre de 2012
- BIGBANG - BIGBANG ALIVE World Tour, 27 de octubre de 2012
- Jennifer Lopez - Dance Again Tour, 2 de diciembre de 2012
- Metallica - Vacation Tour, 21 de agosto de 2013
- Mariah Carey - The Elusive Chanteuse Tour, 22 de octubre de 2014
- EXO - EXO PLANET #2 – The EXO’luXion World Tour 12 de marzo de 2016